# Лапартьян, Давид
Давид Лапартьян (фр. David Lappartient) — французский политик и спортивный функционер, президент Совета департамента Морбиан с 2021 года и Международного союза велосипедистов с 2017 года.

## Биография
Давид Лапартьян родился 31 мая 1973 г. в  городе Понтиви (департамент Морбиан). Окончил Специальную школу общественных работ, строительства и промышленности (ESTP) в Париже в 1998 году, получил диплом инженера в области общестроительных работ. С 1998 по 2007 годы работал экспертом-геодезистом, был соучредителем геодезической компании «Южная Бретань».

### Велоспорт
В 1997 году Давид Лапартьян стал президентом компании Rhuys Sport Bike, проводящей ежегодную однодневную велогонку Tour de Rhuys (Тур де Рюи) по территории полуострова Рюи в департаменте Морбиан. Одновременно был избран генеральным казначеем, а затем заместителем президента Французской федерации велосипедного спорта. В 2005 году он был избран в Руководящий комитет Международного союза велосипедистов (UCI).
В феврале 2009 года был избран президентом Французской федерации велосипедного спорта, а 23 февраля 2013 года переизбран на этот пост. Он участвовал в создании велодрома Сен-Кантен-ан-Ивелин, открытого в январе 2014 года. В марте 2013 года он также был избран президентом Европейского велосипедного союза, а 28 сентября того же года становится вице-президентом Международного союза велосипедистов.
В марте 2017 года Давид Лапартьян был переизбран президентом Европейского велосипедного союза, но ушёл в отставку с поста президента Французской федерации с намерением баллотироваться в президенты UCI. 1 июля он побеждает на выборах президента Международного союза велосипедистов, после чего покидает Европейский велосипедный союз. В 2021 году он избирается президентом UCI на новый четырёхлетний срок.

## Политика
Политическая карьера Давида Лапартьяна началась в 2008 году, когда он возглавил правый список на муниципальных выборах в коммуне Сарзо, находящейся в центре полуострова Рюи. В 2011 году он был избран в Генеральный совет департамента Морбиан от кантона Сарзо. В феврале 2012 года возглавил межкоммунный комитет по планированию залива Морбиан, которому было поручено разработать проект Регионального природного парка залива Морбиан. В мае 2014 года из-за конфликта с президентом Генерального совета Франсуа Гуларом вышел из правящего большинства Генерального совета.
В 2014 году Давид Лапартьян был переизбран мэром Сарзо, его список победил в первом туре с 71,31 % голосов. Затем он был избран президентом сообщества коммун полуострова Рюи. В январе 2015 года он стал первым президентом Регионального природного парка залива Морбиан, созданного под его руководством в октябре 2014 года.
29 марта 2015 года в паре с Мишель Надо Давид Лапартьян был избран в Совет департамента Морбиан от новообразованного кантона Сене. 27 июня 2021 года в паре с Анной Жеанно он был переизбран советником департамента Морбиан, а 1 июля 2021 года был избран президентом этого Совета. После этого он ушёл в отставку с поста мэра Сарзо.

## Член МОК
На 139-й сессии Международного олимпийского комитета (МОК), прошедшей 19 февраля 2022 года в предпоследний день Зимних Олимпийских игр в Пекине, Давид Лапартьян был избран членом МОК.  В этот же  день Мартен Фуркад был избран в состав Комиссии атлетов МОК. Таким образом, они присоединились к двум другим членам МОК от Франции, олимпийским чемпионам Ги Дрю и Жану-Кристофу Роллану .

## Занимаемые выборные должности
16.03.2008 — 06.07.2021 — мэр коммуны Сарзо

27.03.2011 — 22.03.2015 — член Генерального совета департамента Морбиан от кантона Сарзо 

с 02.04.2015 — член Совета департамента Морбиан от кантона Сене

с 01.07.2021 — президент Совета департамента Морбиан

03.03.2013 — 21.09.2017 — президент Европейского велосипедного союза

с 21.09.2017 — президент Международного союза велосипедистов